# Volvo 400-serie
Volvo 440, 460 og 480 (samlet betegnelse: Volvo 400 serien) var en serie af personbiler fra svenske Volvo, som blev produceret i årene 1987 til 1995 på den gamle DAF-fabrik i Holland.
Der fandtes forskellige benzinmotorer, enten med karburator eller benzinindsprøjtning. Fra modelår 1995 fandtes desuden en dieselmotor i programmet. 2,0 motoren var Volvos egen, mens 1,6, 1,7, 1,8 og dieselmotorerne stammede fra Renault. 1,6 og 1,7 havde altid multipoint-injection, 1,8 altid monopoint-injection, mens 2,0 fandtes med begge dele.
I 1996 blev 440 og 460 afløst af den nye Volvo S40/V40 serie. 480 blev først afløst i 2007, hvor Volvo C30 blev introduceret.

## Billeder
Klik på billederne for at se dem i stort format.
- Volvo 440 Phase I
- Volvo 460 Phase II
- Volvo 480 Phase I

## Eksterne links
- Internet Movie Cars Database: Volvo 440 i film og tv-serier
- Internet Movie Cars Database: Volvo 460 i film og tv-serier
- Internet Movie Cars Database: Volvo 480 i film og tv-serier

- Wikimedia Commons har flere filer relateret til Volvo 400-serie

- Wikimedia Commons har flere filer relateret til Volvo 440

- Wikimedia Commons har flere filer relateret til Volvo 460

- Wikimedia Commons har flere filer relateret til Volvo 480